# René Vauquelin
Pour les articles homonymes, voir Vauquelin.
René Vauquelin, marquis de Vrigny, né en 1722 à Vrigny et décédé à 1794 à Paris, était membre de l'assemblée constituante de 1789.
Ancien capitaine de cavalerie, chevalier de l'ordre royal et militaire de Saint-Louis, grand bailli d'épée d'Alençon, il est élu député de la noblesse aux états généraux de 1789. Il démissionnera, refusant l'abolition des privilèges.
Arrêté en octobre 1793, il est condamné à mort comme contre-révolutionnaire par le tribunal révolutionnaire de Paris. Il est guillotiné le 27 juillet 1794 (9 Thermidor an II).

## Sources
- « René Vauquelin », dans Adolphe Robert et Gaston Cougny, Dictionnaire des parlementaires français, Edgar Bourloton, 1889-1891 [détail de l’édition]
- Ressource relative à la vie publique :   - Base Sycomore